# Pesca

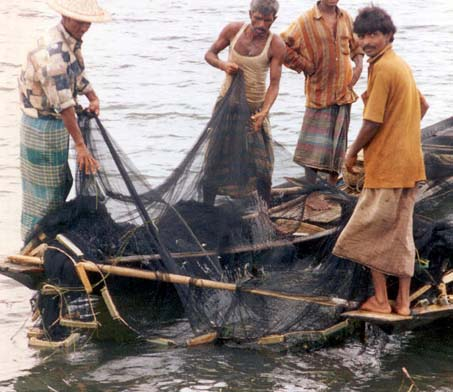
Pescadores de Bangladesh

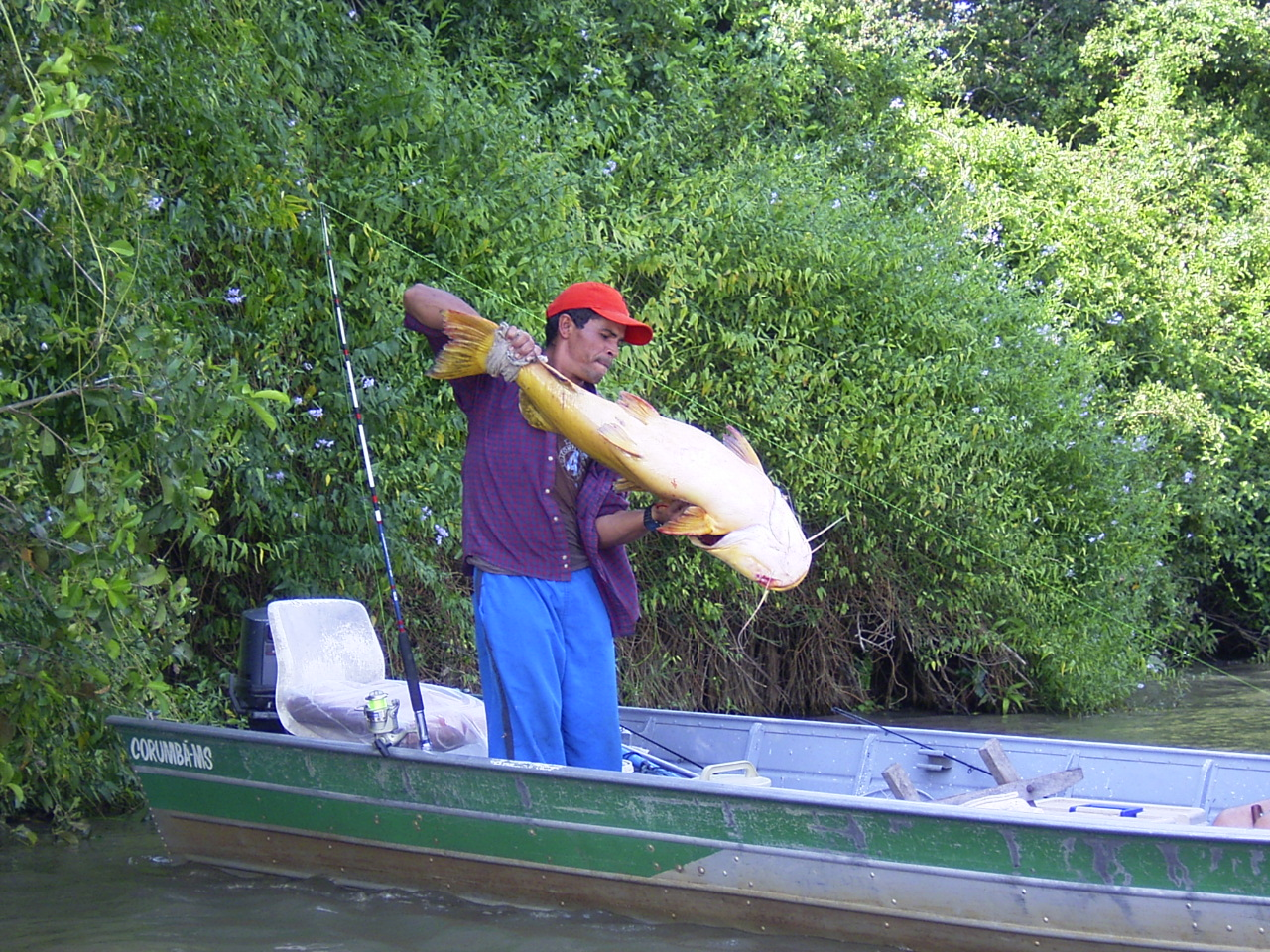
Pescador segurando um bagre a bordo de uma voadeira no Pantanal brasileiro.

Pesca é a extração de organismos aquáticos, do meio onde se desenvolveram para diversos fins,  alimentação, a recreação (pesca recreativa ou pesca desportiva), a ornamentação (captura de espécies ornamentais), ou para fins Comestíveis industriais, incluindo o fabrico de rações para o alimento de animais em criação e a produção de substâncias com interesse para a saúde - como o "famoso" óleo de fígado de peixe (especialmente o óleo de fígado de bacalhau).

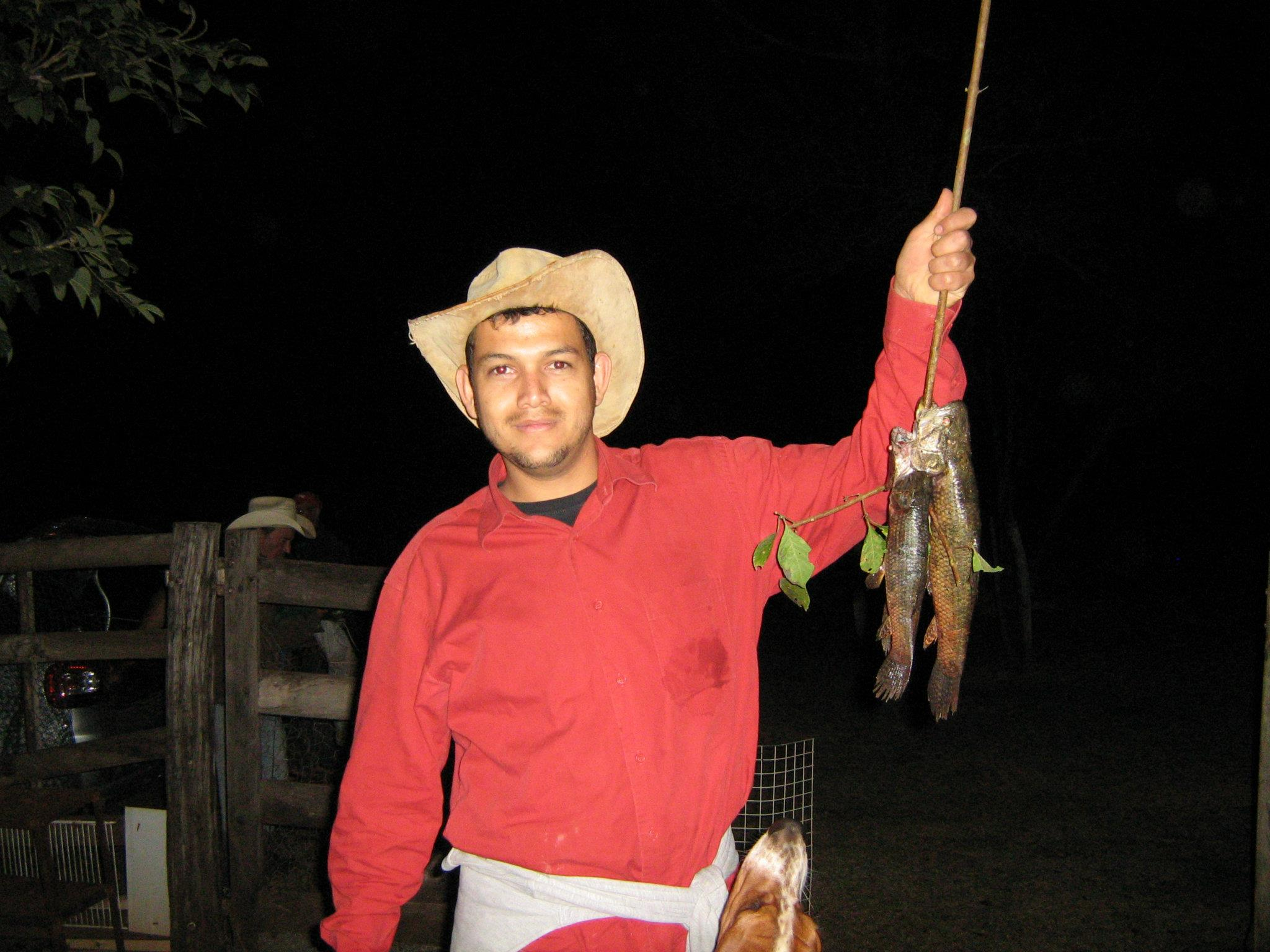
Pescador por lazer no interior do Brasil

Esta definição engloba o conceito de aquacultura em que as espécies capturadas são primeiro criadas em instalações apropriadas, como tanques, gaiolas ou viveiros.
As principais espécies exploradas pelas pescas no mundo pertencem aos grupos dos peixes, dos crustáceos e dos moluscos. No entanto, são também cultivados e capturados pelo homem várias espécies de crocodilos, batráquios (principalmente rãs), mamíferos marinhos (principalmente baleias).
De acordo com "O Estado das Pescarias e da Aquacultura no Mundo", uma publicação da FAO (Organização das Nações Unidas para a Alimentação e a Agricultura), a produção de pescado no mundo em 2002 foi superior a 94 milhões de toneladas pela atividade extrativa e mais 50 milhões pela aquacultura. Estima-se que o pescado supra atualmente cerca de 16% da proteína consumida pelo Homem. Segundo a agência da ONU para agricultura e alimentação, as exportações alcançaram a marca de US$ 136 mil milhões em 2013; o que reflete o forte crescimento da aquicultura e os altos preços de várias espécies de peixes, como o salmão e o camarão. Nesse ano, pelo cálculo da FAO, a produção global de peixes tanto na pesca quanto em cativeiro atingiu um novo recorde no ano passado, de 160 milhões de toneladas. Desde 1950, a captura de peixes quintuplicou de 18 para 100 milhões de toneladas métricas por ano. Entretanto os números não param de aumentar. As pescas são igualmente um enorme fornecedor de emprego, contribuindo enormemente para a economia mundial.

## Pesca e pescarias
Embora sejam muitas vezes usadas como sinónimos, para os cientistas e administradores pesqueiros estas duas palavras têm diferentes significados. Enquanto a pesca é o próprio ato de capturar animais aquáticos ou de os criar, uma pescaria é o conjunto do ecossistema e de todos os meios que nele atuam – barcos e artes de pesca – para capturar uma espécie ou um grupo de espécies afins. Por exemplo, a pescaria de arenque do Mar do Norte, a pescaria de anchoveta do Peru e do Chile, a pescaria recreativa de achigã (black bass) no lago Ontário. No entanto, referimo-nos às pescarias de camarão de Madagáscar porque incluem uma componente industrial e outra artesanal ou as pescarias de atum porque têm diferentes espécies-alvo e são capturadas em diferentes oceanos.

## As pescas na história

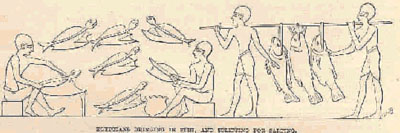
Antiga pesca egípcia

Desde que há memória que a pesca sempre fez parte das culturas humanas, não só como fonte de alimento, mas também como modo de vida, fornecendo identidade a inúmeras comunidades, e como objeto artístico. A Bíblia tem várias referências à pesca e o peixe tornou-se um símbolo dos cristãos desde os primeiros tempos.
Uma das atividades com uma história mais longa é o comércio de bacalhau seco entre o norte e o sul da Europa, que começou no tempo dos viquingues há mais de 1 000 anos.
Segundo os pescadores a Lua exerce influência na pesca, assim podemos classificar as fases da Lua da seguinte forma: lua cheia – ótima para pesca; lua minguante – boa para pesca; lua nova – ótima para pesca e lua crescente – regular para pesca.

## Importância econômica
Apesar de ser um alimento de excepcional valor nutritivo, nem sempre o pescado recebe valor proporcional no mercado.
O Brasil, com 5 kg de consumo per capita, não tem valores condizentes com o de um país de sete mil e quinhentos quilômetros de costa e imensas bacias hidrográficas. Para efeito comparativo, o índice anual do Senegal é de 37 kg, o do Canadá de 16 kg e o do Japão de 65 kg.

## Métodos

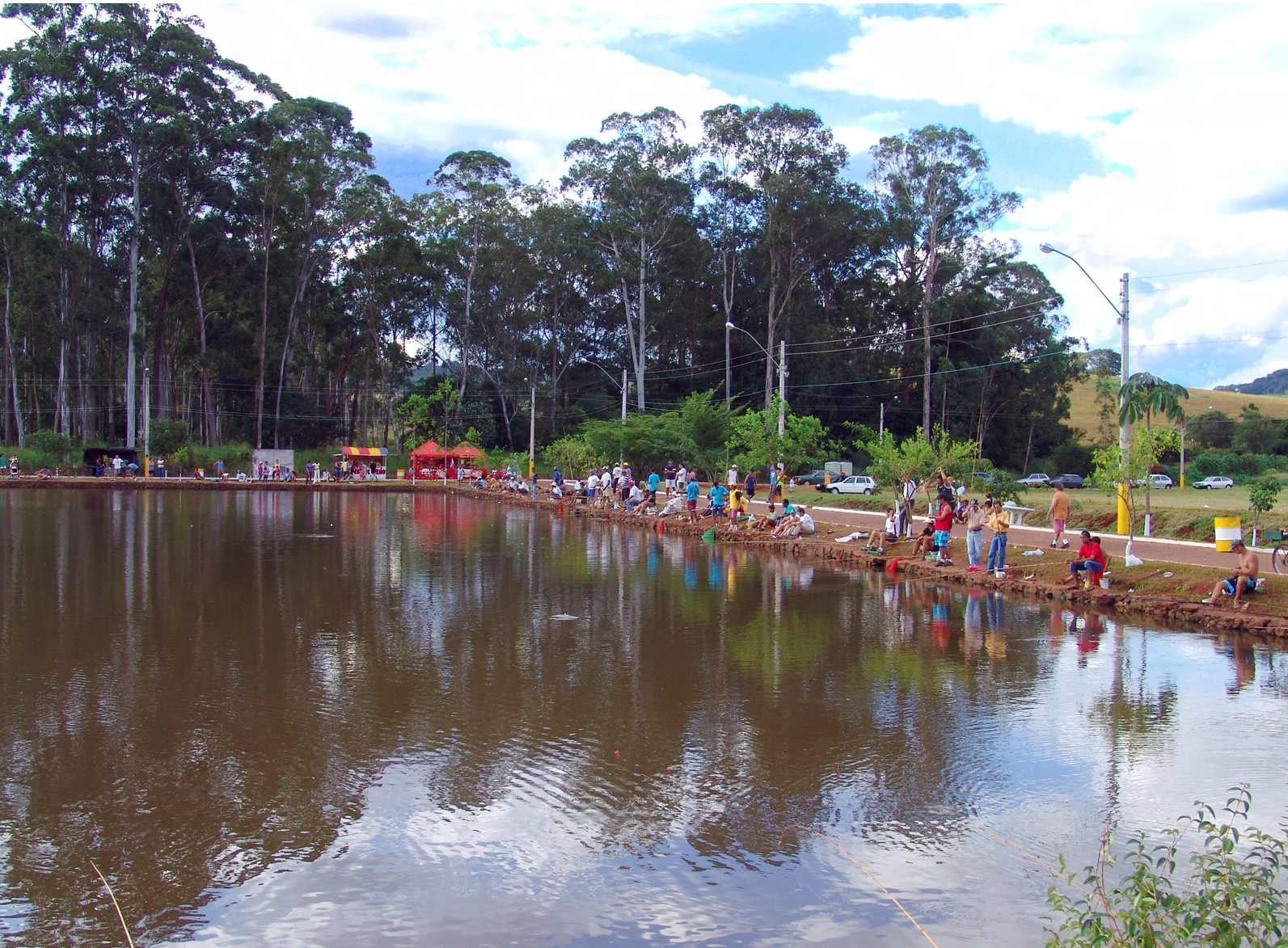
Pesca recreativa - Arandu-SP-Brasil

A forma mais simples da pesca é um indivíduo isolado com uma canoa ou uma rede de pesca. Não só como atividade recreativa, proporcionando um enorme comércio em muitos países desenvolvidos, mas também como pesca de subsistência nos países menos desenvolvidos, esta forma de pesca continua a ser muito importante em todo o mundo.
Mas a forma mais usual de pescar é com o auxílio de embarcações, começando com a jangada de papiros do Egito ou a piroga ou canoa de tronco escavado, ainda hoje a principal plataforma de pesca em muitos países menos desenvolvidos, passando pela voadeira e pelos barcos à vela, até aos enormes barcos-fábrica responsáveis pela produção de atum e equipados com a mais moderna tecnologia, desde helicópteros para a detecção dos cardumes, até receptores de informação de satélites, que lhes indicam a posição exata, a temperatura da água do mar, etc.

### Pesca de linha

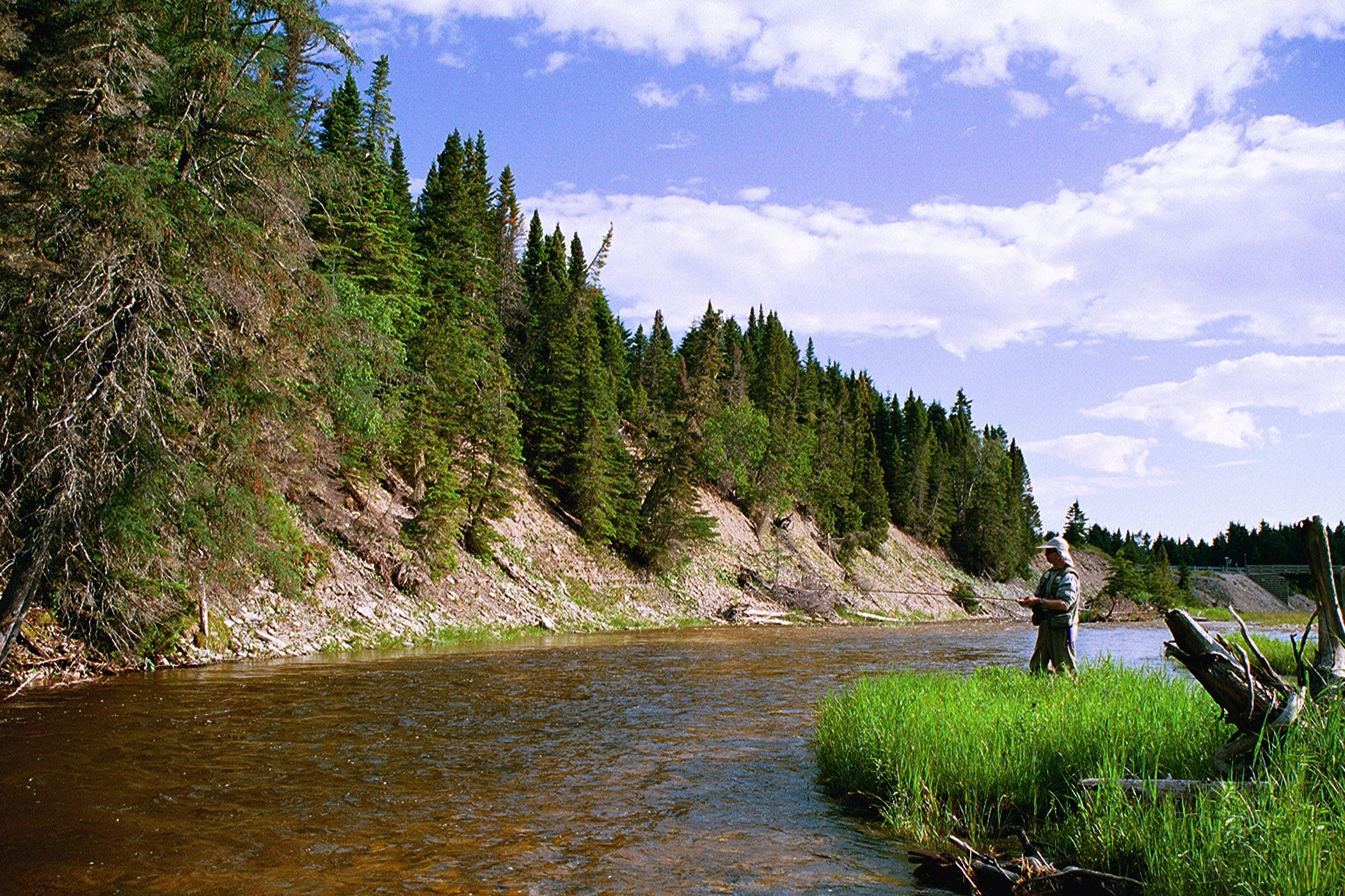
Pesca à linha na ilha Anticosti, Canadá.

A pesca com linha e anzol, parecendo simples, continua a ser uma das principais formas de capturar peixe. Pelo fato do material ser de fácil aquisição, é o principal método de pesca de subsistência em rios, lagos ou junto à costa. No entanto, várias pescarias industrializadas usam este método, quer com a chamada linha de mão, em que cada pescador segura na mão uma linha na extremidade da qual se colocam várias linhas secundárias cada uma com o seu anzol, até aos palangres de vários quilómetros de comprimento com que se pescam os atuns de profundidade.
Ainda muito praticado mas com menos adeptos é a pesca com mosca ou fly fishing em inglês.
A pesca de anzol é ainda um esporte muito praticado no mundo.

### Pesca de emalhe
Outra forma de pescar relativamente simples é a rede de emalhar - na sua forma mais simples, um retângulo de rede com flutuadores numa extremidade e pesos na oposta, que é lançada à água num local onde se saiba haver cardumes de peixe a nadar, os quais ficam "emalhados" ou seja presos nas malhas da rede, normalmente pelos espinhos ou opérculo. No entanto, este método tem muitas variantes, a mais perigosa das quais - para a fauna marinha e para a própria navegação - é a rede-derivante, que também pode ter vários quilómetros de extensão e pode perder-se, continuando a matar peixes que depois não são aproveitados e até mamíferos marinhos; para além disso, estas redes são praticamente invisíveis e um navio que passe por uma destas redes perdidas pode ficar com a hélice imobilizada. Por estas razões, este método de pesca foi banido em vários países do mundo.

### Pesca de cerco

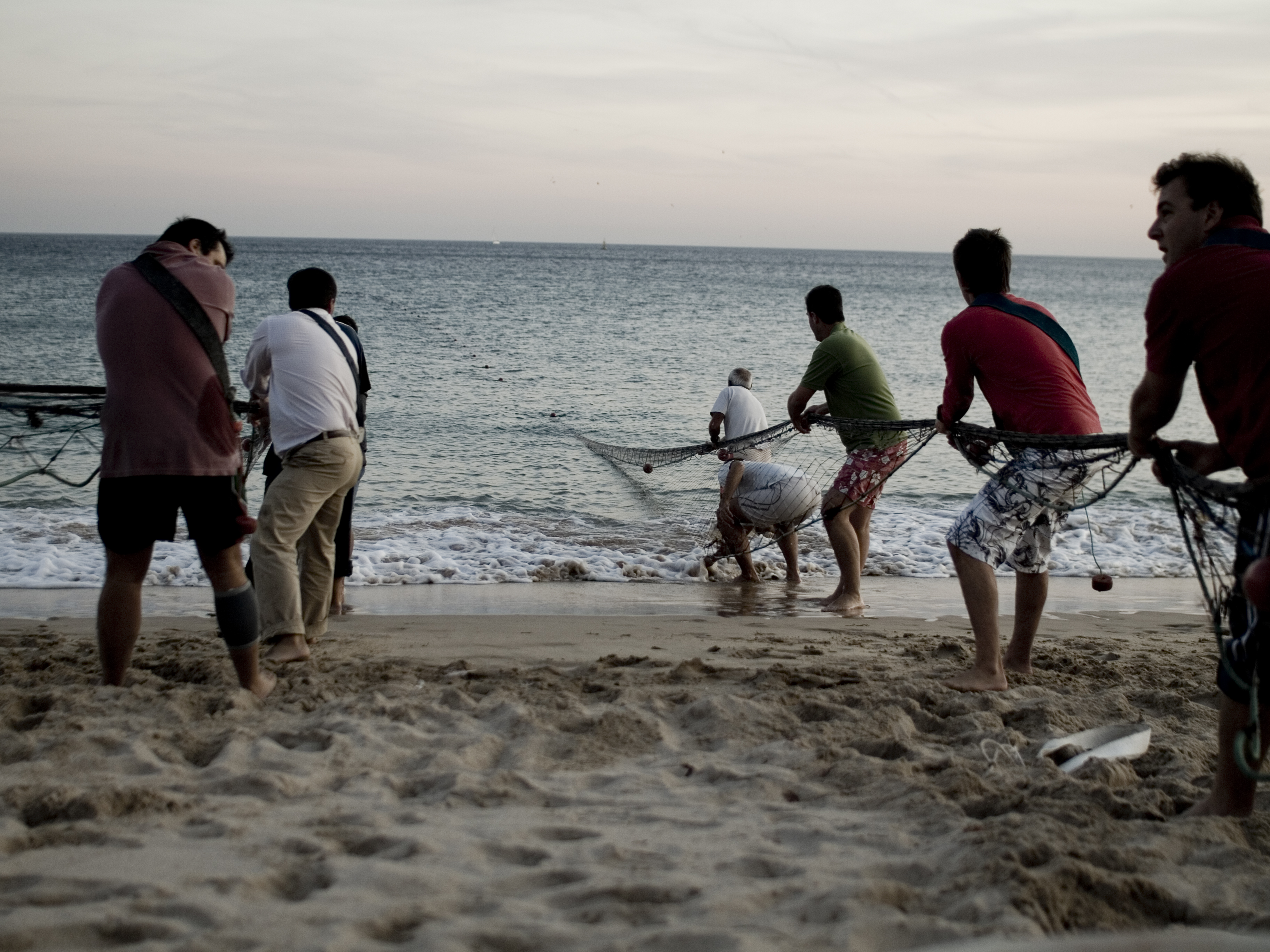
Pescadores de Sesimbra puxando a rede.

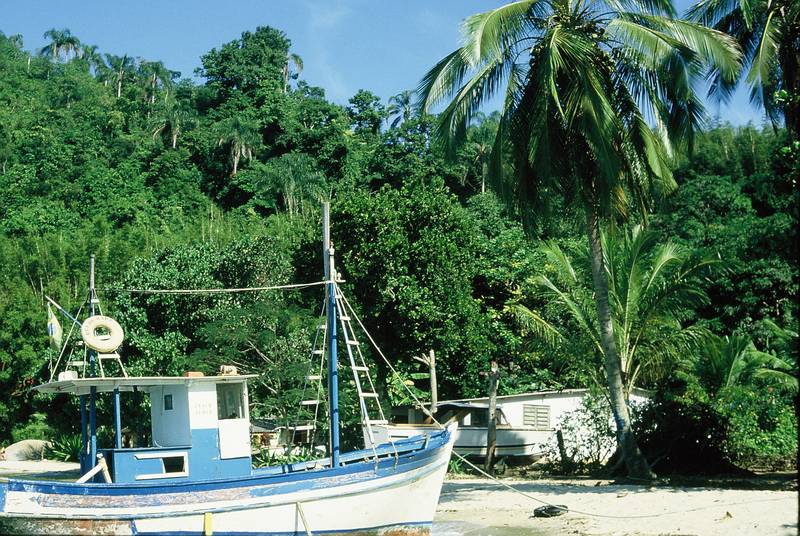
Barco de pesca utilizado na pesca de cerco

Algumas variantes da rede de emalhar deram origem às redes de cerco: a rede é colocada em volta de um cardume e o cabo do fundo pode ser puxado até formar um saco onde todo o peixe fica aprisionado. Esta forma de pescar é utilizada tanto em nível artesanal - na região norte de Moçambique estas redes são fechadas por 4-5 mergulhadores, em águas baixas - como em nível industrial, por exemplo, para algumas espécies de atum que formam cardumes à superfície do mar.

### Pesca com armadilhas
As armadilhas de diversos tipos são também métodos de pesca muito populares desde tempos imemoriais. Na região Indo-Pacífica, quer dizer nas zonas tropicais e subtropicais dos oceanos Índico e Pacífico, os pescadores locais constroem gaiolas em forma de V com ripas de bambu ou de folhas de palmeira, colocam-nas perto de rochas ou recifes de coral e conseguem capturar peixes de grande valor comercial. Em Portugal existe uma pesca tradicional para cefalópodes (principalmente polvo) com alcatruzes (que são recipientes de barro, normalmente presos em número variável a linhas suspensas na água) ou "covos" que são gaiolas fabricadas de arame ou fibras vegetais.  Os "covos" são bastante utilizados na costa norte portuguesa (Matosinhos, Labruge, Vila Chã, Mindelo, Vila do Conde e outras). Estas artes de pesca, como se designam os instrumentos utilizados diretamente na captura de peixe e outros animais aquáticos, pertencem ao grupo das chamadas artes passivas, uma vez que é o próprio animal que as procura, normalmente como refúgio, ficando nelas aprisionado.
Ao nível industrial, há pescarias que utilizam gaiolas, construídas em plástico ou rede segura numa armação metálica, que podem ser colocadas em grandes números e em qualquer profundidade, presas a um cabo. Estas gaiolas provocam um problema semelhante ao das redes de emalhar derivantes, pois podem perder-se e continuar a matar peixes ou outros organismos, sem nenhum benefício, nem para o homem, nem para os próprios recursos pesqueiros.

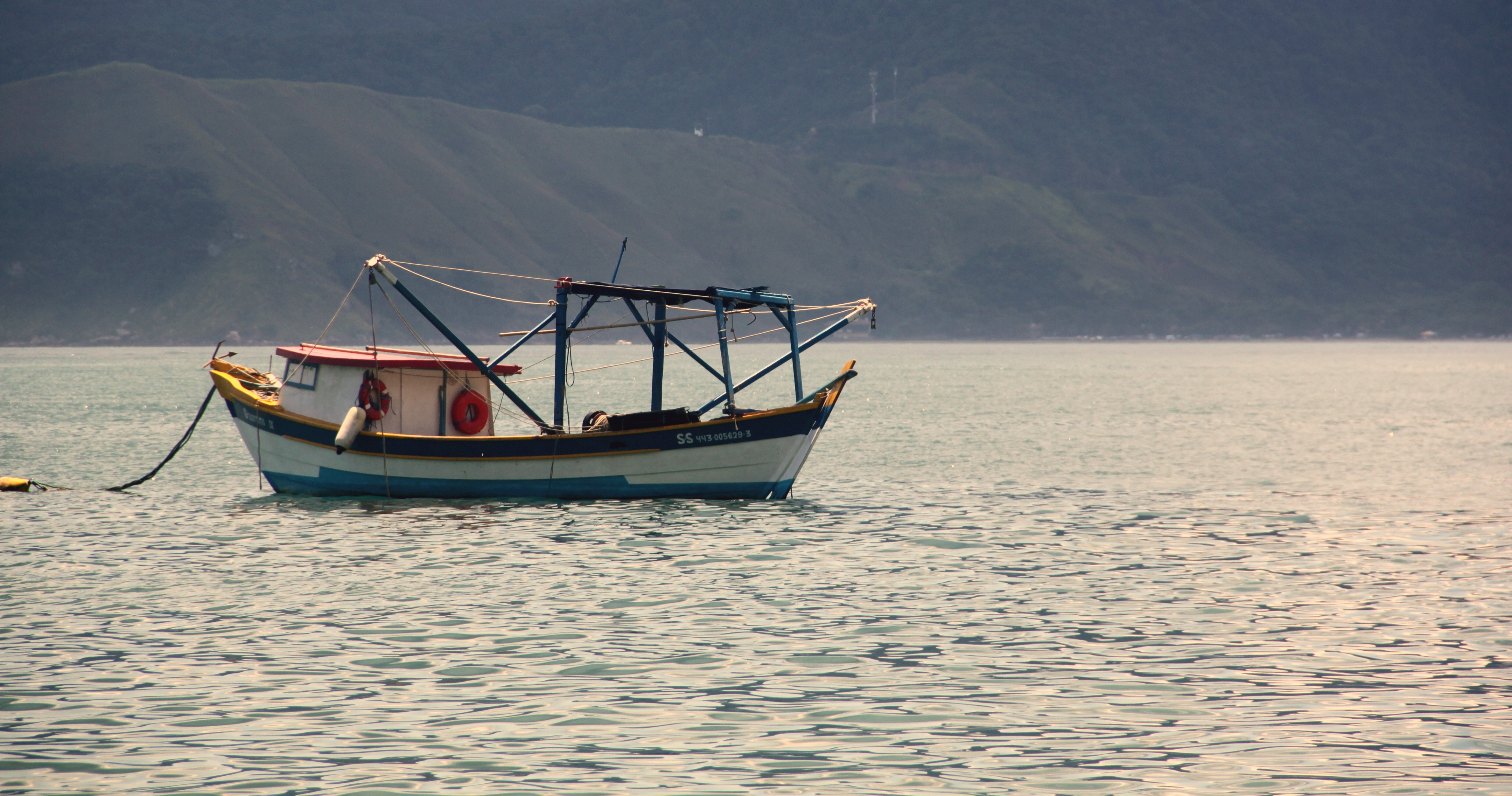
Barco pesqueiro em Ilhabela, SP.

### Pesca com vara
É a pesca realizada com uma vara, sendo essa uma das pescas desportivas mais praticadas no mundo.

## A pesca praticada pelos nativos das Américas
Os ameríndios consumiam uma grande variedade de peixes e outros animais que habitam as águas do mar, dos rios e dos lagos.  Para capturá-los desenvolveram diferentes técnicas empregando utensílios, armas e armadilhas.  Os animais eram ingeridos, com ou sem condimentos, assados, cozidos ou mesmo crus e uma diversidade de apetrechos foram desenvolvidos para prepará-los.
Os Rikbaktsa do Mato Grosso ingeriam todo tipo de peixe e tinham em alta conta ovas de tucunaré que ficavam presas em galhos submersos. Crianças de apenas três anos pescavam peixinhos com seus pequenos arcos e flechas de três pontas. Com a mão aprisionavam peixinhos e os comiam crus.
Os peixes mais apreciados pelos Nukumi do Acre eram o cará, bode-sapateiro, cará-açu, piranha-roxa-pequena, traíra, pacu, jau, pirarara, aruanã, cascudo, mocinha, bagre, mandi, piramutaba, cachorra, piau, cachimbo, surubim, bode-amarela, braço-de-moça, bodó, casa-velha, curimatã e tucunaré.

### Técnicas pesqueiras
Os visitantes europeus ficavam maravilhados ao assistirem os indígenas abatendo tubarões. O comum era pescá-los com laço ou arpão. O que fascinava era verem que, munido apenas de um pedaço de pau pontiagudo, o índio lançava-se ao mar nadando e, quando o tubarão ia abocanhá-lo, ele introduzia o pau na boca do animal que, ao tentar fechá-la, ficava com o pau espetado em suas mandíbulas superior e inferior.
Outra proeza era o índio enfrentar a fera com um pedaço de pau comprido e, ao ser atacado, introduzi-lo na garganta do animal, asfixiando-o. No relato do pirata inglês Anthony Knivet sobre os Goitacase do Rio de Janeiro:
Já os vi pegar grandes tubarões pela cauda e arrastá-los para a praia.
Polvos eram abatidos nos recifes com arco e flecha durante o dia e com auxílio de tochas de fogo à noite. Camarões eram pescados no século XVI na Bahia com puçá ou rede e as ostras eram coletadas tanto no mar como nos mangues. Alguns índios ficavam boiando à noite e quando algum peixe passava ao seu alcance ele mergulhava e o agarrava com as mãos. Já os Manchineri do Acre, Bolívia e Peru também pescavam mergulhando e fisgando os peixes embaixo da água.
O método mais eficiente para aprisionar os peixes de água doce era empregando produtos vegetais, como o timbó, cuja casca ou raiz esmagada e jogada na água atordoava e asfixiava os peixes, obrigando-os a virem para a tona d’água, quando eram facilmente capturados. Os peixes podiam ser consumidos sem nenhum risco, mas a água contaminada podia causar diarreias e irritações nos olhos. Em 1560 o Padre José de Anchieta fez uma interessante narrativa sobre o método:
“Apanha-se infinita quantidade de peixes em certo tempo do ano, que os índios chamam pirâiquê (ou perequê), que quer dizer ‘entrada dos peixes’. Acorrem inúmeros de diversas partes do mar e entram pelos esteiros, estreitos e de pouco fundos, para por os ovos. Parece admirável, mas é do consenso de todos e verificado por notória experiência: vê à frente, à tona da água, dez ou doze dos maiores à guisa de exploradores, andam à roda a inspecionar todo o lugar e se lhes acontece algum mal, como adivinhando cilada, voltam atrás para conduzir o cardume a outra parada. Mas, como já está tudo prevenido para que os que entram se lhes não faça mal, se eles acham que tudo está seguro e que o lugar é apropriado, voltam e introduzem inúmera quantidade de peixe pelas estreitas bocas (porque já está todo o sítio cercado, só com uma estreita entrada livre, o que é fácil fazer por ser água de pouco fundo), onde encurralado e embriagado com o suco dum pau que os índios chamam timbó, são apanhados sem trabalho algum, às vezes mais de doze mil peixes grandes.”
No entanto, o próprio governo local percebeu à época os impactos de tal método, e em 1591 estabeleceu a Câmara de São Paulo que "ninguém mandasse nem desse timbó no Tamanduateí com pena de quinhentos réis. E em 1626: "que nenhuma pessoa use timbó nem ponha tresmalho em tempo em que o peixe sai a desovar". No entanto, os moradores da cidade continuaram fazendo isso, inclusive usando da armadilha chamada Pari - cerca de taquara estendida de margem a margem -, que chegou a dar seu nome a um bairro de São Paulo.
Os índios Deni, da família linguística Arawá do Amazonas, desenvolveram uma técnica interessante para pescar o peixe piau. Misturavam farinha de mandioca, larvas de vespa e um tipo de timbó, faziam bolinhos que eram atirados na água e engolidos pelos peixes. Estes ficavam atordoados, iam à tona e eram pegos pelos índios. Índios venezuelanos do século XVIII adotavam técnica semelhante, mas ao invés de farinha de mandioca utilizavam milho cozido e moído. Indígenas do rio Uaupés, da Amazônia, misturavam o suco do timbó em bolotas de barro e as atiravam na água para que elas afundassem e o veneno atingisse peixes que ficavam no fundo. O mesmo povo adotava outra técnica de pesca que consistia em lançar na água bolotas feitas de folhas e sementes de cunambi, arbusto de folhas largas, piladas e misturadas com farinha, cinza de cana brava, pimenta e japurá. Os peixes que engoliam as bolotas vinham à superfície da água, sendo apanhados.